# Henitjesk rajon
Henitjesk rajon (ukrainsk: Генічеський район, tr. Henitjeskij rajon) er den østligste af de 5 rajoner i Kherson oblast i Ukraine. Rajonen ligger lige nord for Krim-halvøen, hvortil man har vejforbindelse med grænsevagt over Tjonhar-strædet, ligesom der går en kort grænse tværs over Arabat-landtangen til landtangens sydlige halvdel som de facto har været russisk siden 2014.
Efter Ukraines administrative reform fra juli 2020 er den tidligere Henitjesk rajon udvidet med andre nærtliggende rajoner, sådan at det samlede befolkningstal for Henitjesk rajon er nået op på 122.400.